# Yuri Kolmakov
Yuri Pavlovich Kolmakov (en russe : Юрий Павлович Колмаков, Iouri Pavlovitch Kolmakov), né le 10 octobre 1945 à Malmij (ru) (Union soviétique) et mort le 24 juillet 2022 à Minsk (Biélorussie), est un biathlète soviétique.

## Biographie
En 1973, il gagne le titre mondial du relais avec Aleksandr Ushakov, Rinnat Safin et Gennadiy Kovalev.
Aux Championnats du monde 1974, il conserve ce titre.

## Palmarès

### Championnats du monde
- Mondiaux 1973 à Lake Placid :
  -  Médaille d'or en relais.

- Mondiaux 1974 à Minsk :
  -  Médaille d'or en relais.